# 馬江

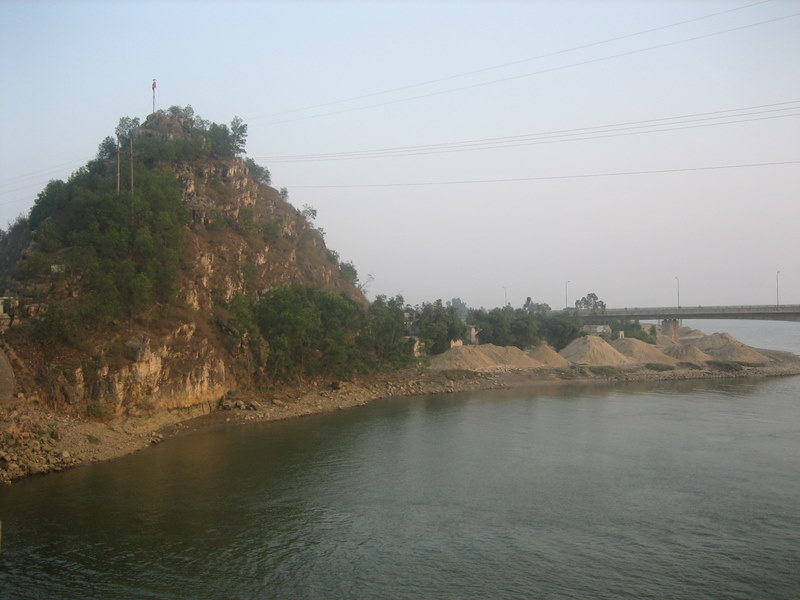
頷龍橋（cầu Hàm Rồng）段的馬江。

馬江（越南语：／）是流经越南和老撾的一條河流，全長512公里，其中越南段410公里、老撾段102公里。

## 概述
馬江有兩源。其一位於越南西北的奠邊省南的巡教山（núi Tuần Giáo），發源後向東南流經山羅省馬江縣進入老撾境內，後又入越南境內。第二源位於老撾Bambusao山腰，後進入越南。匯合後的馬江經過越南清化省，繼續向東南方向流淌，經過清化省北的諸縣，與支流朱江匯合後分兩支流入北部灣，北支稱摙江（sông Lèn），南支稱馬江。
馬江流域面積28,400 km²，位於越南境內的有17,600 km²。平均海拔762米，平均比降17.6%，流域內河流密度0.66 km/km²。 年平均流量為52.6 m³/s。
馬江的最大支流為周江（sông Chu）、柚江（sông Bưởi）和玉錐江（sông Cầu Chày / sông Ngọc Chùy），均在清化境內與馬江匯合。馬江水系流域面積為39,756 km²，其中越南境內有17,520 km²。全水系的年平均水量為195.2億m³。